# Sun Netra
De naam Sun Netra werd vanaf 1994 voor een verscheidenheid aan servers van Sun Microsystems gebruikt. De oorspronkelijke Netra-servers, de Netra i-modellen, waren omgedoopte Sun Ultra-systemen gebundeld met (web) server applicatiesoftware.
Vanaf 1999 werd de naam Netra gebruikt voor een reeks robuuste Network Equipment-Building System (NEBS)-gecertificeerde carrier-grade servers voor telecommunicatietoepassingen. NEBS is een reeks richtlijnen voor telecommunicatieapparatuur om omgevingsfactoren zoals temperatuur, vochtigheid, trillingen en elektromagnetische interferentie te weerstaan. Deze servers waren vaak uitgerust met een 48V DC-voedingsingang en aangepaste behuizingen. Ze werden aangeboden als server-, blade-, CompactPCI- of AdvancedTCA-modellen.
Na de overname van Sun door Oracle Corporation in 2010 heeft Oracle de ontwikkeling en ondersteuning van de Netra-servers voortgezet.